# Passandra murrayi
Passandra murrayi is een keversoort uit de familie Passandridae. De wetenschappelijke naam van de soort is voor het eerst geldig gepubliceerd in 1876 door Grouvelle.